# Парусный спорт на летних Олимпийских играх 1908 — 12 метров
Соревнования в парусном спорте в классе 12 метров на летних Олимпийских играх 1908 прошли 11 и 12 августа. Приняли участие две команды из одной страны по десять спортсменов.

## Призёры
| Золото | Серебро | Бронза |
| Великобритания Джеймс Бантен · Джон Бьюкенен · Томас Глен-Коутс · Дэвид Данлоп · Артур Даунз · Джон Даунз · Джон Макензи · Альберт Мартин · Джеральд Тейт · Джон Эспин | Великобритания Джеймс Бакстер · Джон Адам · Джон Джеллико · Уильям Дэвидсон · Джеймс Кенион · Сесил Мак-Ивер · Чарльз Мак-Ивер · Чарльз МакЛеод-Робертсон · Джеймс Спенс · Томас Литтлдейл | —      |

## Соревнование
| Место | Спортсмены | Место   | Место   | Очки    | Очки    | Очки  |
| Место | Спортсмены | 1 гонка | 2 гонка | 1 гонка | 2 гонка | Всего |
| ----- | --- | ------- | ------- | ------- | ------- | ----- |
| 1     | Великобритания Джеймс Бантен, Джон Бьюкенен, Томас Глен-Коутс, Дэвид Данлоп, Артур Даунз, Джон Даунз, Джон Макензи, Альберт Мартин, Джеральд Тейт, Джон Эспин                     | 1       | 1       | 3       | 3       | 6     |
| 2     | Великобритания Джеймс Бакстер, Джон Адам, Джон Джеллико, Уильям Дэвидсон, Джеймс Кенион, Томас Литтлдейл, Сесил Мак-Ивер, Чарльз Мак-Ивер, Чарльз МакЛеод-Робертсон, Джеймс Спенс | 2       | 2       | 2       | 2       | 4     |